# Aeroporto Agostinho Neto
L'Aeroporto Agostinho Neto (ICAO: GVAN - IATA: NTO) era un aeroporto situato vicino alla città di Ponta do Sol, sulla punta settentrionale dell'isola di Santo Antão a Capo Verde. L'aeroporto prende il nome da Agostinho Neto, un politico angolano che visse sull'isola durante il suo esilio. Per motivi legati alla sicurezza e in seguito all'incidente aereo del volo TACV 5002 del 7 agosto 1999 partito dall'Aeroporto Internazionale Cesária Évora, l'aeroporto venne chiuso. Da allora l'isola di Santo Antão non ha più un proprio aeroporto. È stata prevista però la costruzione di un nuovo aeroporto vicino a Lajedo, a ovest di Porto Novo.